# Ester Expósito
Ester Expósito Gayoso (Madrid, 26 de janeiro de 2000), é uma atriz e modelo espanhola, mais conhecida por interpretar Carla Rosón na série de televisão espanhola Élite da Netflix.

## Biografia
Ester Espósito nasceu em Madrid em 26 de janeiro de 2000. Interessou-se pelo mundo artístico desde muito jovem. Quando terminou os estudos aos 16 anos, fez cursos de interpretação em sua comunidade de origem. A atriz ganhou um Prêmio do Teatro de Madri na categoria de melhor atriz entre 2013 e 2015.
Seu primeiro papel em frente à uma câmera foi em 2016 na série televisiva, na época, da Antena 3, Vis a vis, interpretando a filha de Fernando. Nesse mesmo ano, também apareceu em Centro médico, interpretando Rosa Martín, em um único episódio.
Seu primeiro papel recorrente em uma série de televisão foi em Estoy vivo da TVE, onde interpretou Ruth na primeira temporada da série, que foi ao ar em 2017.
Expósito alcançou fama internacionalmente ao interpretar Carla Rosón, em 2018, no drama adolescente Élite, da Netflix. Após o sucesso da série, foi contratada para atuar em dois filmes distribuídos pela Netflix: Cuando los ángeles duermen e Tu hijo, ambos como protagonista. Também atuou na série televisiva da TVE, La caza. Monteperdido, onde interpreta Lucía Castán Grau, uma das garotas desaparecidas, além de ter anunciado sua participação na nova série da Netflix, Alguien tiene que morir.

## Filmografia

### Filmes
| Ano  | Título original            | Papel   | Notas            | Ref.   |
| ---- | -------------------------- | ------- | ---------------- | ------ |
| 2018 | Cuando los ángeles duermen | Silvia  |                  | [ 10 ] |
| 2018 | Tu hijo                    | Andrea  |                  |        |
| 2021 | Mamá o Papá                | Claudia | Elenco principal |        |
| 2022 | Rainbow                    | Modelo  |                  |        |
| 2022 | Venus                      | Lucía   | Protagonista     | [ 11 ] |
| 2023 | Perdidos en la Noche       | Mónica  |                  |        |
| 2024 | El llanto                  | Andrea  |                  |        |

### Televisão
| Ano       | Título                  | Papel                        | Notas                                           |
| --------- | ----------------------- | ---------------------------- | ----------------------------------------------- |
| 2016–2018 | Vis a vis               | Filha de Fernando            | Recorrente; 2 episódios                         |
| 2016      | Centro Médico           | Rosa Martín / Julieta Capote | 2 episódios                                     |
| 2017      | Estoy Vivo              | Ruth                         | 8 episódios                                     |
| 2018–2020 | Élite                   | Carla Rosón Caleruega        | Elenco principal; 24 episódios (1–3 Temporadas) |
| 2019      | La caza. Monteperdido   | Lucía Castán Gra             | 7 episódios                                     |
| 2020      | Veneno                  | Machús Osinaga               | 8 episódios                                     |
| 2020      | Alguien tiene que morir | Cayetana Aldama              | Elenco principal; 3 episódios                   |
| 2021      | Élite Historias Breves  | Carla Rosón Caleruega        | Elenco principal; 3 episódios                   |
| 2024–2025 | Bandidos                | Lilí                         | Elenco principal                                |